# Adachitoka
Adachitoka (jap. あだちとか) es el seudónimo del dúo de Mangakas femenino, el cual es un acrónimo compuesto por los nombres de las artistas, a partir del carácter Adachi (安達), y Tokashiki (渡 嘉 敷). Adachi nació el 14 de diciembre en la ciudad de Murayama (Yamagata) ella se encarga del dibujo y diseño de personajes. Tokashiki nació el 28 de noviembre en la ciudad de Naha capital de Okinawa (Okinawa) ella se encuentra a cargo del diseño y dibujo de fondos. Llevan trabajando juntas activamente desde el año 2003.

## Historia
Debutaron en el año 2003 como asistentes del mangaka Tadashi Kawashima (1969-2010) llevando a cabo las ilustraciones del manga "Alive: The Final Evolution", que fue guionizado por Kawashima Tadashi y publicado en la revista Bessatsu Shōnen Magazine en los años 2003-2010, la publicación de Alive concluyó en marzo de 2010 y se había considerado una adaptación al anime por parte del estudio Gonzo (animación) pero debido a complicaciones no se llevó a cabo, antes de eso, fueron asistentes de Katou Motohiro autor de Rocket Man y asistentes de Shimizu Aki, autor de la adaptación del manga de Suikoden III.
En 2010 comenzaron con la publicación de su historia original Noragami (ノラガミ) y su obra más reconocida, su primera publicación se realizó el 6 de diciembre de 2010 por la revista Bessatsu Shōnen Magazine, hasta el momento llevan más de veinticuatro volúmenes de manga publicados (23 mangas y 2 mangas recopilatorios) y continua en publicación con un capítulo nuevo cada mes. En mayo de 2017 se tomaron un hiatus indefinido debido a que una de las autoras estaba teniendo complicaciones de salud, pero un año más tarde en junio de 2018 regreso todo a la normalidad y continuaron con la publicación mensual de su manga Noragami. En 2018 se registraron más de 6 millones de copias en circulación.
En el año 2014 Noragami obtuvo una adaptación al anime titulada Noragami por parte del estudio Bones (estudio) y un año más tarde en 2015 recibiría otra adaptación al anime titulada Noragami Aragoto igualmente realizada por Bones.

## Obras
- Alive: The Final Evolution (Original:     Tadashi Kawashima, Bessatsu Shōnen Magazine, desde 2003 a marzo     de 2010, 21 volúmenes en total)
- Noragami     desde 2010 ( Bessatsu Shōnen Magazine, desde 2010 hasta 2024 (27 volúmenes)
- Noragami Shūishū desde 2013

- Datos: Q9128292